# Церковь Святого Иоанна Крестителя (Юхары-Айлис)
Церковь Святого Иоанна Крестителя (арм. Սուրբ Հովհաննես Մկրտիչ եկեղեցի; Сурб Ованес Мкртич) — ныне утраченная армянская церковь, располагавшаяся в нижней части села Верхний Агулис Ордубадского района Нахичеванской Автономной Республики Азербайджана. Как документально подтверждено исследовательской группой CHW, церковь была разрушена к 3 февралю 2000 года, что запечатлено на спутниковом снимке IKONOS.

## История
Точная дата постройки церкви не известна. По имеющимся сведениям, она была одной из главных церквей Агулиса. На её территории располагалось захоронение священника Андреаса, известного тем, что в 1617 году предотвратил сексуальное порабощение армянских школьников во время визита персидского шаха Аббаса, побрив им головы, чтобы они выглядели непривлекательными. За это разъяренный шах приказал пытать и казнить священника.
Местоположение церкви отмечено на советской топографической карте 1977 года в масштабе 1:50. Исследовательская группа CHW подтвердила её точное местоположение, используя спутниковые снимки KH-9 Hexagon от 29 июля 1973 года.
Церковь ремонтировалось в 1663 году, согласно литературным источникам и армянской надписи на основании купола. Она была разрушена к 3 февралю 2000 года, исходя из спутниковых снимков IKONOS.

## Устройство церкви
Церковь имела многоугольную апсиду и двухъярусные ризницы по обеим её сторонам. Восьмиоконный купол опирался на четыре восьмиугольные колонны. По периметру купола были армянские надписи. Фрески, добавленные в 1686 году, сильно обветшали. Вдоль северной и восточной сторон церкви когда-то существовало около 150 надгробий. Начиная с 1940-х годов они стали разрушаться.